# Центральна виборча комісія України
50°25′40″ пн. ш. 30°32′28″ сх. д. / 50.42778° пн. ш. 30.54111° сх. д.
Центра́льна ви́борча комісія України (скор. — Центрвиборчком, ЦВК) є постійним колегіальним державним органом, який діє на підставі Конституції України, законів України і наділений повноваженнями щодо організації підготовки, проведення виборів Президента України, народних депутатів України, депутатів Верховної Ради Автономної Республіки Крим, депутатів місцевих рад та сільських, селищних, міських голів, голів громад, організації всеукраїнського і місцевих референдумів в порядку та в межах, встановлених законами України.
ЦВК виконує повноваження окружної виборчої комісії в Закордонному виборчому окрузі.

## Історія
Перша виборча комісія в Україні була створена в 1917 році як Виборче бюро при Генеральному секретареві внутрішніх справ і очолювалася Михайлом Ковенком. Вона готувала вибори до Українських Установчих Зборів, які були перервані українсько-радянською війною.
У 1989 році було створено сучасну виборчу комісію при Кабінеті Міністрів України, яка в 1997 році стала незалежним державним органом.

## Законодавчий статус
Комісія очолює систему виборчих комісій та комісій з референдуму, які утворюються для організації підготовки та проведення виборів Президента України, народних депутатів України, всеукраїнського референдуму. Комісія здійснює контроль за діяльністю та консультативно-методичне забезпечення виборчих комісій, які утворюються для організації підготовки та проведення виборів депутатів Верховної Ради АРК, місцевих рад та сільських, селищних, міських голів, та комісій з місцевих референдумів.
Комісія здійснює свої повноваження самостійно, незалежно від інших органів державної влади, органів місцевого самоврядування, їх посадових та службових осіб.

## Загальні відомості
Відповідно до вимог Конституції України в листопаді 1997 року утворено нову державну інституцію — Центральну виборчу комісію. Прийнято Закон України «Про Центральну виборчу комісію», в якому визначено, що Центральна виборча комісія є постійним державним органом, котрий відповідно до Конституції України, законів України забезпечує організацію підготовки і проведення виборів Президента України, народних депутатів України, а також всеукраїнських референдумів.
Комісія також здійснює консультативно-методичне забезпечення виборів до місцевих рад, сільських, селищних, міських голів і проведення місцевих референдумів. Він очолює систему виборчих комісій, які утворюються для підготовки і проведення виборів Президента України, народних депутатів України та всеукраїнського референдуму, спрямовує їх діяльність.
Комісія є незалежним державним органом. Для виконання своїх функцій вона наділена правами й повноваженнями, які дають можливість залучати до здійснення надзвичайно важливої для країни справи державні органи всіх рівнів. Комісія будує свою діяльність на засадах законності, незалежності, об'єктивності, компетентності, професійності, колегіальності розгляду і вирішення питань, обґрунтованості прийнятих рішень, відкритості й гласності.
Діяльність Комісії здійснюється відкрито і публічно.

## Єдиний державний реєстр виборців
Наразі усі вибори в державі відбуваються на підставі Єдиного державного реєстру виборців, розпорядником якого чинним законодавством визначена ЦВК.

## Склад

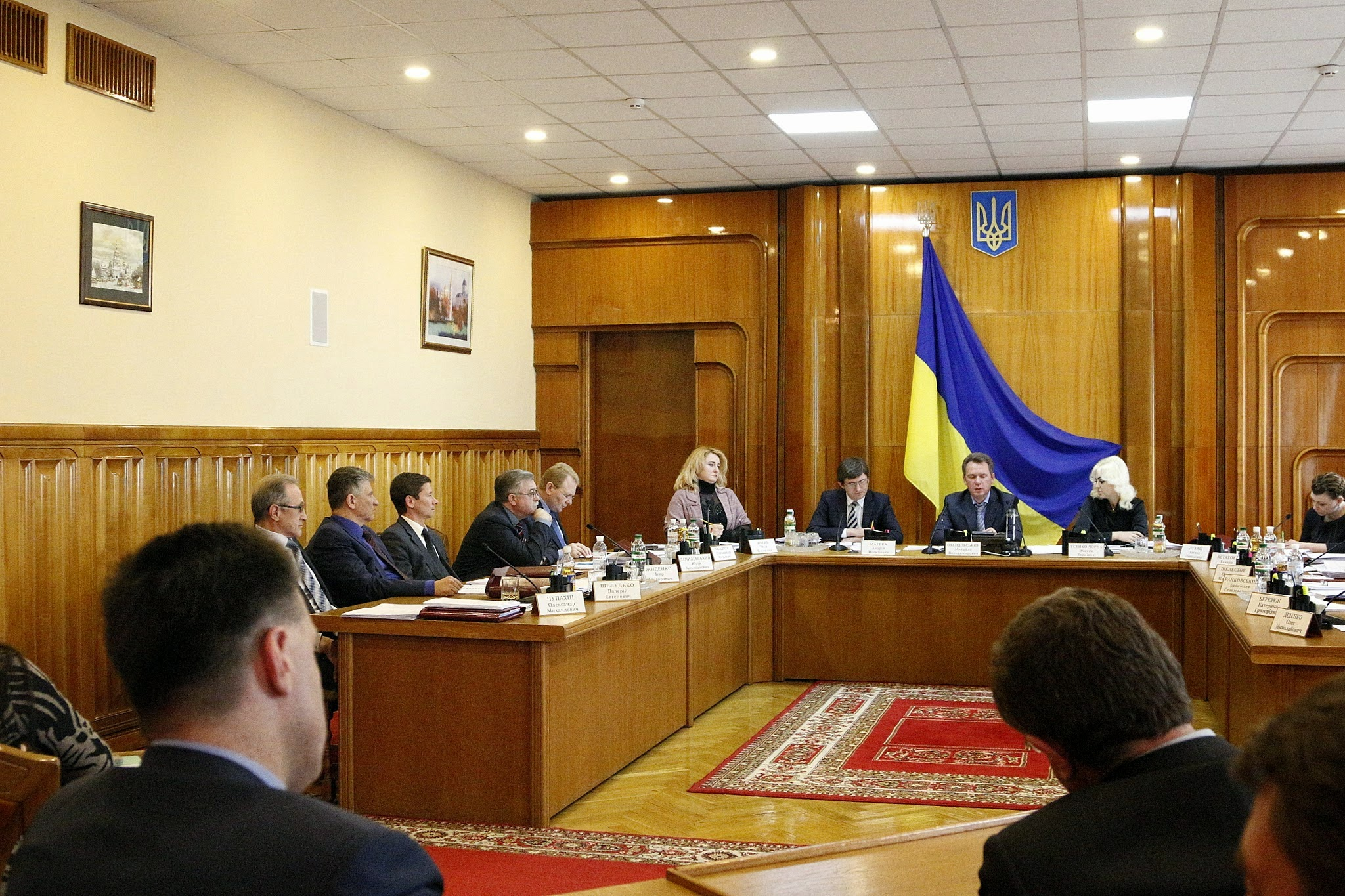
Засідання ЦВК під час виборів 2014 року.

Верховна Рада України призначає на посаду та припиняє повноваження членів Комісії за поданням Президента України. У поданні Президента України про призначення на посаду членів Комісії враховуються пропозиції депутатських фракцій і груп, утворених у поточному скликанні Верховної Ради України.
До складу Комісії входять 17 членів Комісії. Комісія працює на постійній основі. Член Комісії є державним службовцем. Строк повноважень члена Комісії — 7 років.
Членом Комісії може бути громадянин України, який на день призначення досяг двадцяти п'яти років, має право голосу, проживає в Україні не менше п'яти останніх років та володіє державною мовою. Голова Комісії, заступники Голови Комісії, секретар Комісії, а також не менше п'яти інших членів Комісії повинні мати вищу юридичну освіту.
Верховна Рада України 13 вересня 2019 задовільнила подання Президента України Володимира Зеленського щодо звільнення усього складу Центральної виборчої комісії.
Станом на 27 грудня 2024 року Комісія має такий склад:
- Діденко Олег Миколайович — Голова Центральної виборчої комісії
- Дубовик Сергій Олегович — заступник Голови Комісії
- Плукар Віталій Володимирович — заступник Голови Комісії
- Гатаулліна Олена Аухатівна — секретар Комісії
- Боярчук Оксана Борисівна — член Комісії
- Гевко Андрій Євгенович — член Комісії
- Глущенко Вікторія Анатоліївна — член Комісії
- Грень Віталій Вячеславович — член Комісії
- Євстігнєєв Андрій Сергійович — член Комісії
- Єфремова Ірина Олексіївна — член Комісії
- Кармаза Олександра Олександрівна — член Комісії
- Любченко Павло Миколайович — член Комісії
- Мірошниченко Юрій Романович — член Комісії
- Перепелюк Володимир Григорович — член Комісії
- Постівий Сергій Олександрович — член Комісії

## Голови ЦВК
- 1989—1992 — Віталій Бойко. Провів перші відносно демократичні вибори Верховної Ради УРСР (1990) та перші президентські вибори незалежної України, на яких головою держави обрали Леоніда Кравчука.
- 1992—1993 — Олександр Лавринович виконував обов'язки голови ЦВК.
- 1993—1997 — Іван Ємець. Провів дострокові вибори Президента України у 1994 році, у яких Леонід Кучма переміг Леоніда Кравчука.
- 1997—2004 — Михайло Рябець. Провів дві парламентських кампанії і одну президентську за часів президентства Л.Кучми.
- 2004 — Сергій Ківалов. Провів 1-й і 2-й тури виборів Президента, після чого був звільнений зі своєї посади.
- 2004—2007 — Ярослав Давидович. Очолював ЦВК під час повторного голосування 2-го туру президентських виборів 2004 року (так званий «третій тур»).
- 2007—2013 — Володимир Шаповал. Провів дві парламентських кампанії: дострокові вибори в 2007 році і вибори в 2012 році, а також одну президентську.
- 6 липня 2013 – 20 вересня 2018[7] — Михайло Охендовський[8]. Провів парламентську кампанію позачергові вибори в 2014 році і одну позачергову президентську.
- 5 жовтня 2018 – 13 вересня 2019[9] — Тетяна Сліпачук. Провела парламентську кампанію позачергові вибори в 2019 році і одну позачергову президентську.
- з 4 жовтня 2019 – Діденко Олег Миколайович[10].

### Президентські вибори
- Вибори Президента України 2019
- Вибори Президента України 2014
- Вибори Президента України 2010
- Вибори Президента України 2004
- Вибори Президента України 1999
- Вибори Президента України 1994
- Вибори Президента України 1991

### Парламентські вибори
- Парламентські вибори в Україні 2019
- Парламентські вибори в Україні 2014
- Парламентські вибори в Україні 2012
- Парламентські вибори в Україні 2007
- Парламентські вибори в Україні 2006
- Парламентські вибори в Україні 2002
- Парламентські вибори в Україні 1998
- Парламентські вибори в Україні 1994